# Sandra Maischberger
Sandra Maischberger (Munique, 25 de agosto de 1966) é uma jornalista, apresentadora de televisão e escritora alemã.

## Biografia

### Primeiros anos e formação acadêmica
Sandra nasceu em Munique, no contexto da Alemanha Ocidental, em 1966. Mudou-se aos cinco anos para a cidade Frascati, próxima a Roma, na Itália. Retornou a Alemanha e viveu em Garching, perto de Munique. Seu pai era físico da Sociedade Max Planck e sua mãe era guia turística. Ela é irmão do arqueólogo Martin Maischberger [de].
As opções iniciais de carreira de Maischberger enquanto crescia eram ser veterinária ou detetive. Posteriormente, frequentou a Escola de Jornalismo da Universidade Luís Maximiliano de Munique, mas desistiu após três dias para iniciar sua carreira na mídia diretamente.

### Carreira

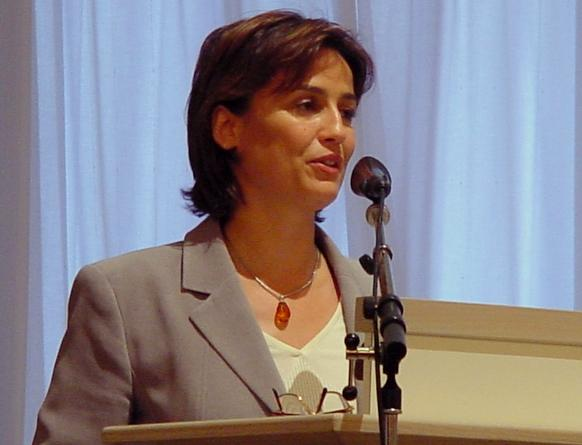
Maischberger em 2002..

Sandra iniciou sua carreira na Bayerischer Rundfunk [en] e, desde então, tem trabalhado para várias emissoras de televisão, incluindo Premiere, RTL, VOX [en], n-tv [en], e ARD. A partir de 1992, ela moderou o 0137 [en], um programa de entrevistas transmitido ao vivo, em rotação com Roger Willemsen.
Sandra escreveu diversos livros, incluindo Hand aufs Herz (uma entrevista com Helmut Schmidt) e Die musst Du kennen - Menschen machen Geschichte, uma enciclopédia dos mais proeminentes cientistas, artistas e políticos desde os tempos clássicos até o presente.
Desde 2003, Sandra é moderadora do talk show maischberger. die woche [en] na emissora pública Das Erste. Em 2009, por ocasião do 60º aniversário da República Federal da Alemanha, entrevistou a chanceler Angela Merkel. Ao lado de Maybrit Illner, Peter Kloeppel [en] e Claus Strunz [en], Sandra moderou posteriormente o único debate eleitoral na TV entre Merkel e seu concorrente Martin Schulz antes das eleições de 2017, que foi ao ar ao vivo em quatro dos canais de televisão mais assistidos da Alemanha durante o horário nobre. Em seu programa de entrevistas, entrevistou convidados internacionais, incluindo o Ministro das Finanças Yanis Varoufakis da Grécia, o Chanceler austríaco Sebastian Kurz, o ex-presidente da Comissão Europeia Jean-Claude Juncker e o bilionário Bill Gates.
Sandra foi co-apresentadora da cerimônia anual do Prêmio da Televisão Alemã em 2002, 2010 e 2014. Integrou o júri do prêmio em 2001, 2002 e 2006.

## Outras atividades
No ano de 2001, Sandras e muitos outros alemães famosos participaram da atividade de arte de rua Buddy Bear Berlin Show. Os lucros obtidos com o leilão de muitos ursos foram doados a diversos projetos sociais para crianças e jovens em Berlim. O urso desenhado por Sandraem homenagem às esculturas de Niki de Saint Phalle foi leiloado em 2003 no Mercedes World at the Salzufer, na capital alemã. A renda superou 170 mil euros. Atualmente, o urso pode ser encontrado no museu na cidade de Bad Pyrmont.
Ao lado do documentarista Jan Kerhart [de], dirigiu o filme para televisão, Helmut Schmidt außer Dienst, lançado em 2007, onde acompanharam durante anos a rotina do político social-democrata Helmut Schmidt.
Em 2008, Maischberger fundou uma organização chamada Vincentino, que ajuda a expor crianças carentes às artes por meio do patrocínio de projetos culturais em escolas. Além disso, Sandra apoia o trabalho realizado pela Fundação Freya von Moltke e pela Iniciativa Kreisau na administração do Novo Kreisau em relação às oportunidades oferecidas à população mais jovem em toda a Europa.
Lançado no Festival de Veneza 2024, na Itália, Sandra produziu o documentário dirigido por Andres Veiel, Riefenstahl, documentário sobre a cineasta alemã Leni Riefenstahl.

## Reconhecimento
Maischberger foi agraciada com vários prêmios ao longo de sua carreira, incluindo o Golden Camera da revista alemã Hörzu por sua entrevista com Helmut Schmidt.
- 2000: Prêmio Hanns-Joachim-Friedrichs [en]
- 2001: Prêmio de TV da Baviera [en]
- 2002: Prêmio Ernst Schneider [en]
- 2002: Câmera de Ouro
- 2004: Medienpreis für Sprachkultur, Sociedade para a Língua Alemã [en] (GfdS)
- 2008: Câmera de Ouro
- 2013: Ordem do Mérito da República Federal da Alemanha
- 2016: Romy [en]

## Vida pessoal
Maischberger é casada com o cinegrafista Jan Kerhart. Após 12 anos de casamento, seu primeiro filho, Samuel, nasceu em 24 de fevereiro de 2007. A família tem casas em Hamburgo e em Berlim. Maischberger gosta de viajar e também gosta de escalar montanhas e mergulhar. Poliglota, fala italiano, espanhol, inglês e francês.